# Tragopogon pratensis

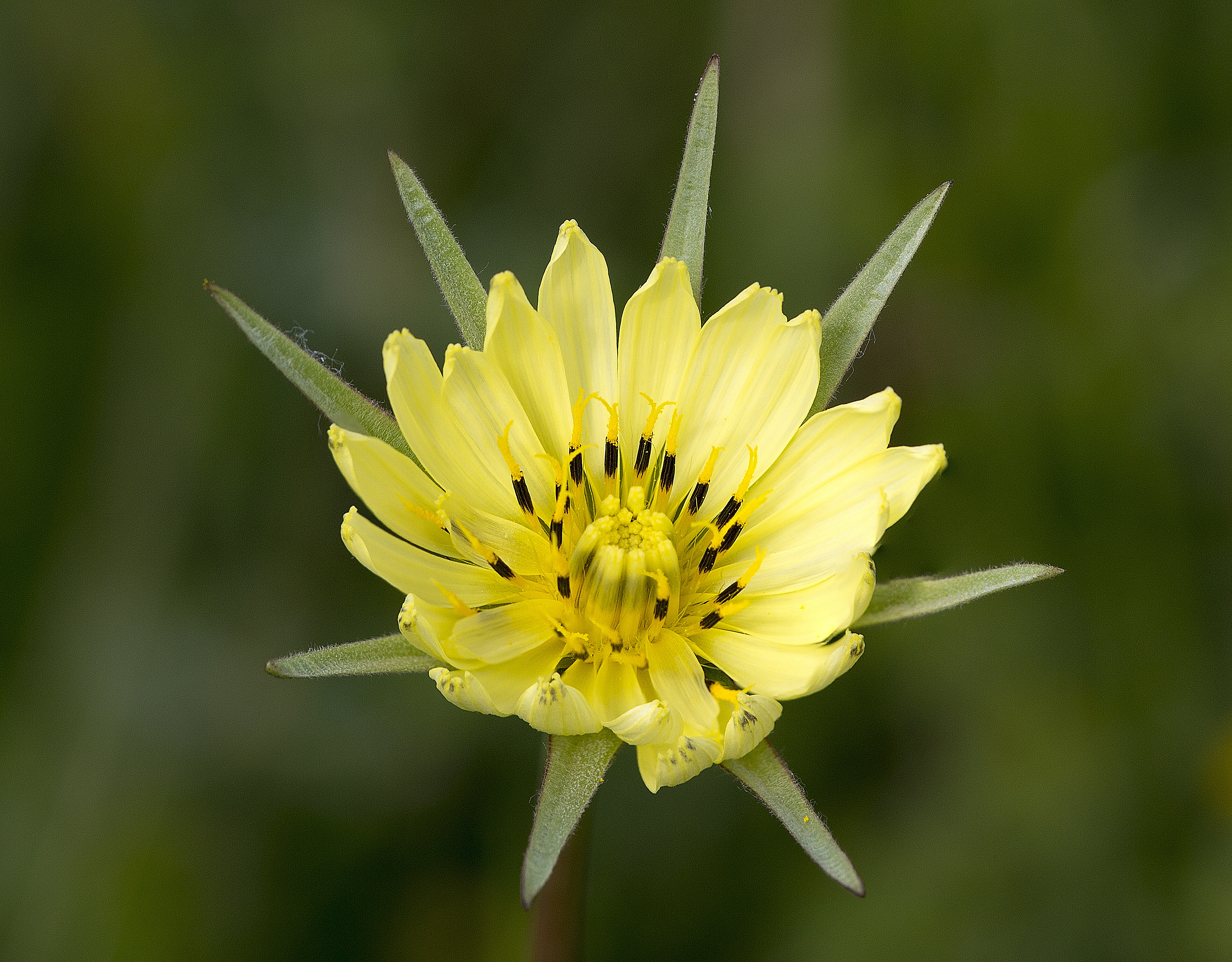
Tragopogon_pratensis

Tragopogon pratensis là một loài thực vật có hoa trong họ Cúc. Loài này được L. miêu tả khoa học đầu tiên năm 1753.
Loài này được tìm thấy ở Bắc Mỹ từ miền nam Ontario đến Massachusetts; phần lớn nước Anh; trên các cạnh phía đông và phía nam của Scotland; và trung bộ Ireland nhưng không hiện diện ở các khu vực cạnh bờ biển.
Loài này nở hoa giữa tháng Sáu và tháng Mười và hoa có đường kính 3–5 cm. Rễ và chồi đều ăn được, và nó có mủ trắng đục.